# Manon Bresch
Manon Bresch (Parigi, 4 gennaio 1998) è un'attrice francese.

## Biografia
Di origini camerunensi, nasce a Parigi. Si iscrive, giovanissima, al Cours Florent per giovani attori, che frequenta per dodici anni. Nel 2012 esordisce al cinema in Les papas du dimanche di Louis Becker. Seguono interpretazioni in molte serie TV francesi, tra cui Bella è la vita, Clem e Mortale. 
Nel 2020 è scelta da Elisa Amoruso per il ruolo di Sirley nel suo Maledetta primavera. Il nome del suo personaggio è anche il titolo del romanzo, della stessa Amoruso, su cui il film è basato.. Nel 2023 interpreta Le ladre di Mélanie Laurent.

## Filmografia

### Cinema
- Les Papas du dimanche, regia di Louis Becker (2012)
- We Are Family (2016)
- Je sors acheter des cigarettes, cortometraggio, regia di Osman Cerfon (2018)
- Allons enfants (La Troisième Guerre), regia di Giovanni Aloi (2020)
- Maledetta primavera, regia di Elisa Amoruso (2020)
- Le ladre (Voleuses), regia di Mélanie Laurent (2023)

### Televisione
- Clem (2015-2018)
- Bella è la vita (Plus belle la vie) (2015-2019)
- Noir enigma, film TV, regia di Manuel Boursinhac (2017)
- Des jours meilleurs (2017)
- Watch Me Burn (2018)
- Les Grands (2019)
- Mortale (Mortel) (2019)
- Baron noir (2020)